# 松田学 (北海道の政治家)
松田 学（松田 學、まつだ まなぶ / がく、1856年9月17日（安政3年8月19日）- 1938年（昭和13年）1月10日）は、日本の実業家、政治家。衆議院議員、札幌市会議長。

## 経歴
但馬国出石郡水上村（現兵庫県豊岡市）で、庄屋・松田甚次郎の長男として生まれる。
1881年6月、徳島県属に任じられ、以後、大蔵省属、根室県収税属、北海道庁属を歴任し、1891年に退官。実業に従事した後、1897年、北海道庁属に再任され、さらに台湾総督府新竹県属、台北県属を務め、1898年に退官した。
その後、札幌に移り、実業界に入った。1907年、札幌木材 (株) 取締役に就任。以後、札幌調帯 (株) 取締役社長、定山渓鉄道 (株) 取締役社長、札幌商業会議所第3代会頭などを歴任。
第11回衆議院議員総選挙で北海道庁札幌区から選出された浅羽靖が1914年10月に死去したため、同年11月、補欠選挙に立候補して当選し、衆議院議員を一期務めた。1922年、札幌に市制が施行され、初の市会議員選挙で中立で当選し初代議長に選出された。議長には1922年10月19日から1926年10月まで在職した。1926年、1930年の市会議員選挙でも当選している。

## 編著
- 『北海道地方制度』松田学、1893年。